# 莫诺马赫王冠

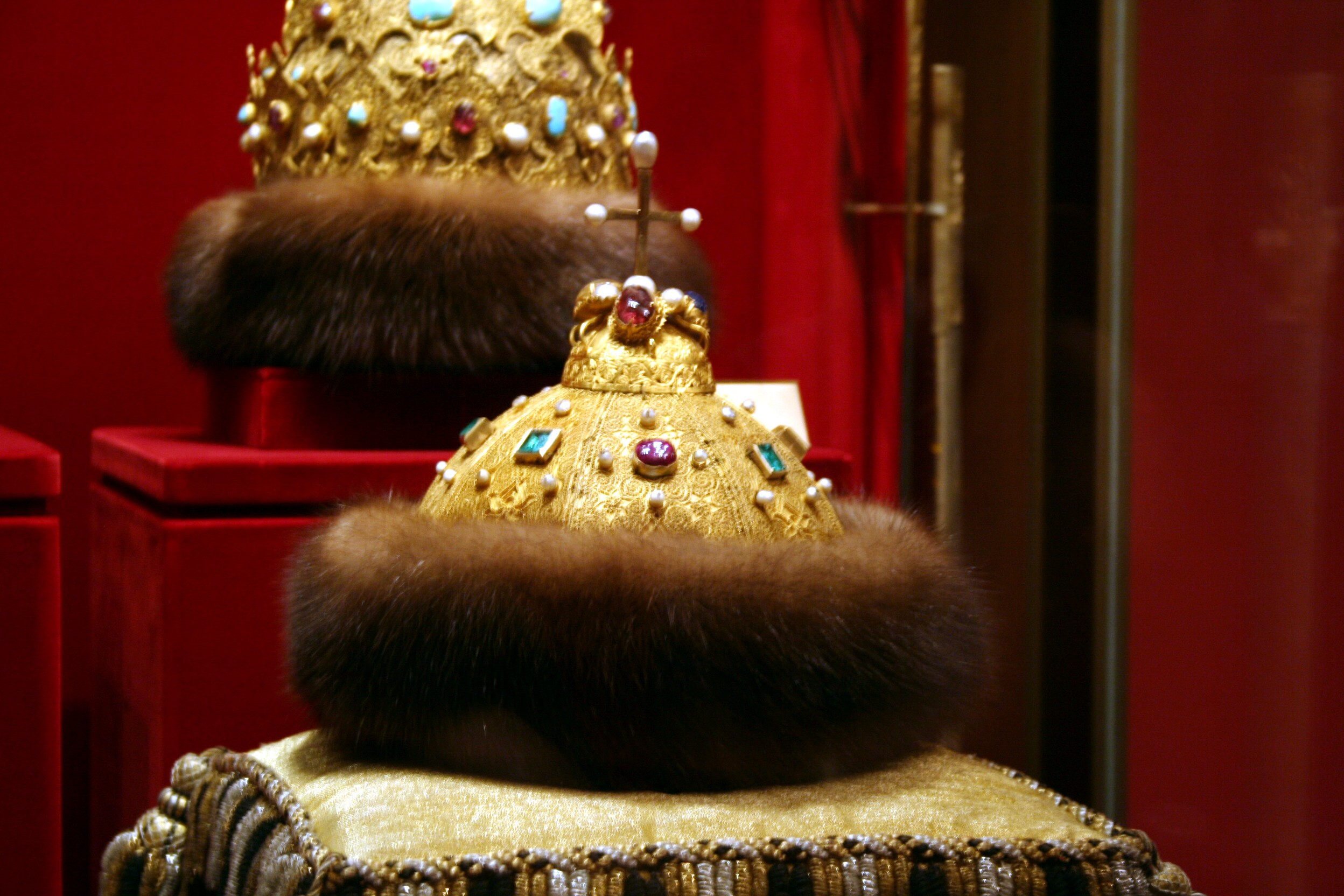
莫诺马赫王冠

莫诺马赫王冠（俄语：Шапка Мономаха）是一顶俄罗斯王冠，关于它的来历有许多种说法，有人认为它制于13、4世纪，是乌兹别克汗赠送给莫斯科大公伊凡一世的礼物。也有人认为是11世纪时东罗马帝国皇帝君士坦丁九世赠送的。其主要结构由黄金打制，上面的十字架可能是后来加上去的，里面的衬里是黑水貂皮制成的。